# Museo de la Cour d'Or
Il Museo de la Cour d'Or (letteralmente, Museo della corte d'oro) è un museo archeologico e artistico di Metz, in Francia.
Fondato nel 1839, il museo è diviso in tre sezioni: la prima è dedicata all'arte gallo-romana e all'arte medievale; la seconda all'architettura medievale e al Rinascimento; e infine la terza sezione è dedicata alle opere realizzate dal Cinquecento in poi.
Nel 2003 il museo è stato riconosciuto ufficialmente come Museo di Francia, titolo accordato ai principali musei del paese.

## Storia
Seguendo l'eco dell'entusiasmo per le scienze e le arti in Francia e per il rinnovamento di Metz, iniziato anni prima per volontà del maresciallo di Francia Charles Louis Auguste Fouquet de Belle-Isle, l'idea della creazione di un museo in città si ebbe nel 1785, su iniziativa della Società reale delle scienze e delle arti di Metz. Il progetto fu tuttavia abbandonato poiché il governatore dei Tre Vescovadi voleva tenere sotto controllo lo sviluppo della Società reale di Metz e rafforzare il ruolo militare della città. Dimenticato dalla legge Chaptal del 1 maggio 1802 (14 Fruttidoro IX), durante il Primo Impero francese Metz non ricevette in custodia nessuna opera d'arte. Questo ritardo culturale ebbe conseguenze negative nello sviluppo del museo, come ebbero modo di lamentare vari intellettuali della città.
Il museo venne infine creato nel marzo 1839, sito in un edificio collegato a quello della Biblioteca-Mediateca di Metz. Inizialmente il museo ospitava soltanto quadri provenienti dalla città stessa. A partire dal 1840, sotto la guida di Auguste Hussenot, suo primo direttore, il museo acquisì ritratti della Scuola olandese ed accettò la collezione del professor Jean-Augustin Naud.
Una collezione di storia naturale antica, creata dalla Società di storia naturale della Mosella prima dell'istituzione del museo, fu sistemata nel 1841 all'interno di due sale specifiche del museo ed è ancor'oggi lì conservata, anche se non è visibile al pubblico.
La presentazione di collezioni gallo-romane ebbe luogo sotto l'impulso dell'Accademia nazionale di Metz e della Società di storia naturale della Mosella e si sviluppò in maniera preponderante nel periodo in cui Metz appartenne all'Impero tedesco (1871-1918).
Nel 1935 venne costruita una nuova ala del museo, parallela alla rue de Haut-Poirier. Dal sottosuolo vennero alla luce i resti di antiche terme romane, che vennero conservati in situ, venendo così a formare parte della collezione archeologica gallo-romana.
Nel 1951 il dipartimento di Belle Arti si arricchì ulteriormente grazie alle opere di Auguste Migette, pittore attivo a Metz che per testamento aveva lasciato nel 1884 i suoi quadri alla città. 
Il pittore Gérard Collot, curatore del museo dal 1957 al 1987, creò invece una collezione di dipinti moderni legati alla Scuola di Parigi.
Nel 1977, il trasferimento della Biblioteca-Mediateca, che si trovava nella chiesa des Petit-Carmes dai tempi della Rivoluzione francese, liberò spazio per il museo. I curatori allora riorganizzarono completamente il percorso museografico. L'inaugurazione del nuovo museo storico-artistico avvenne nel 1981. All'epoca il museo si estendeva su una superficie di 3500 m², comprendente il granaio municipale di Chèvremont del XV secolo e la piccola chiesa dei Trinitari.
Gli anni 2010 videro l'inizio di un rinnovamento funzionale del museo. In particolare, venne creata una nuova entrata monumentale nella cappella della chiesa des Petit-Carmes, monumento storico di notevole valore architettonico.

## Collezioni

### Archeologia

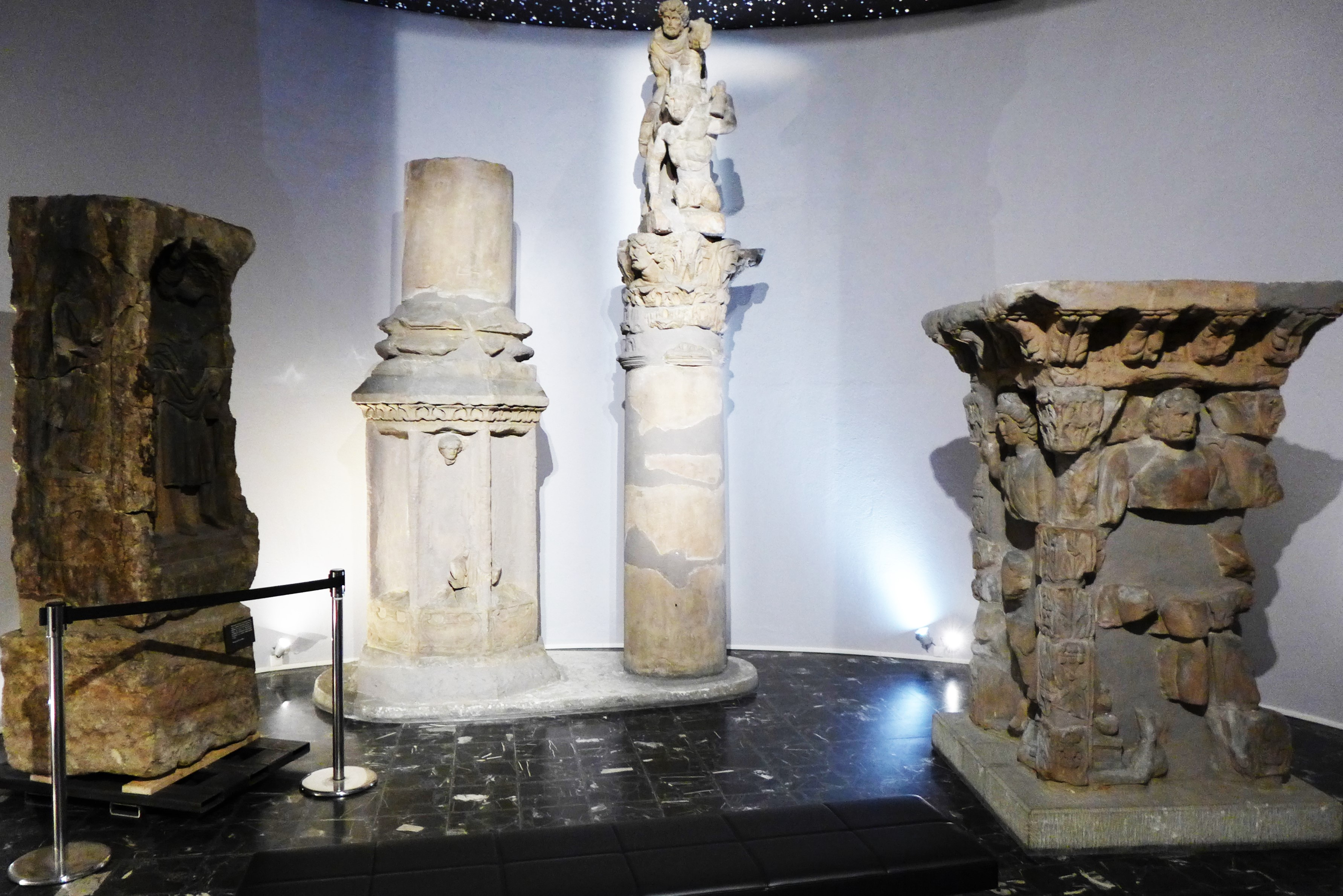
Colonna di Merten.

Tra le opere della collezione antica, di rilievo è la presenza di urne cinerarie, soprattutto in alabastro, e di numerose stele funerarie gallo-romane. Sono inoltre presenti un gruppo scultoreo, detto "colonna di Merten", che rappresenta Giove nell'atto di abbattere un mostro, ed un importante bassorilievo mitriaco, rappresentante Mitra mentre sacrifica un toro, opera risalente al III secolo.
La collezione medievale presenta numerose fibbie di cinture ed armi merovinge, un pluteo molto raro del VII secolo, venuto alla luce nella Chiesa di San Pietro-aux-Nonnains, degli elementi scultorei del sarcofago di Ludovico il Pio, la statua equestre di Carlo Magno, oltre che uno scrigno reliquario dell'XI secolo. Esempi di scultura medievale, risalenti al XIII e al XV secolo, sono infine presenti nel granaio di Chèvremont, in particolare nel tetto dell'edificio.

### Architettura

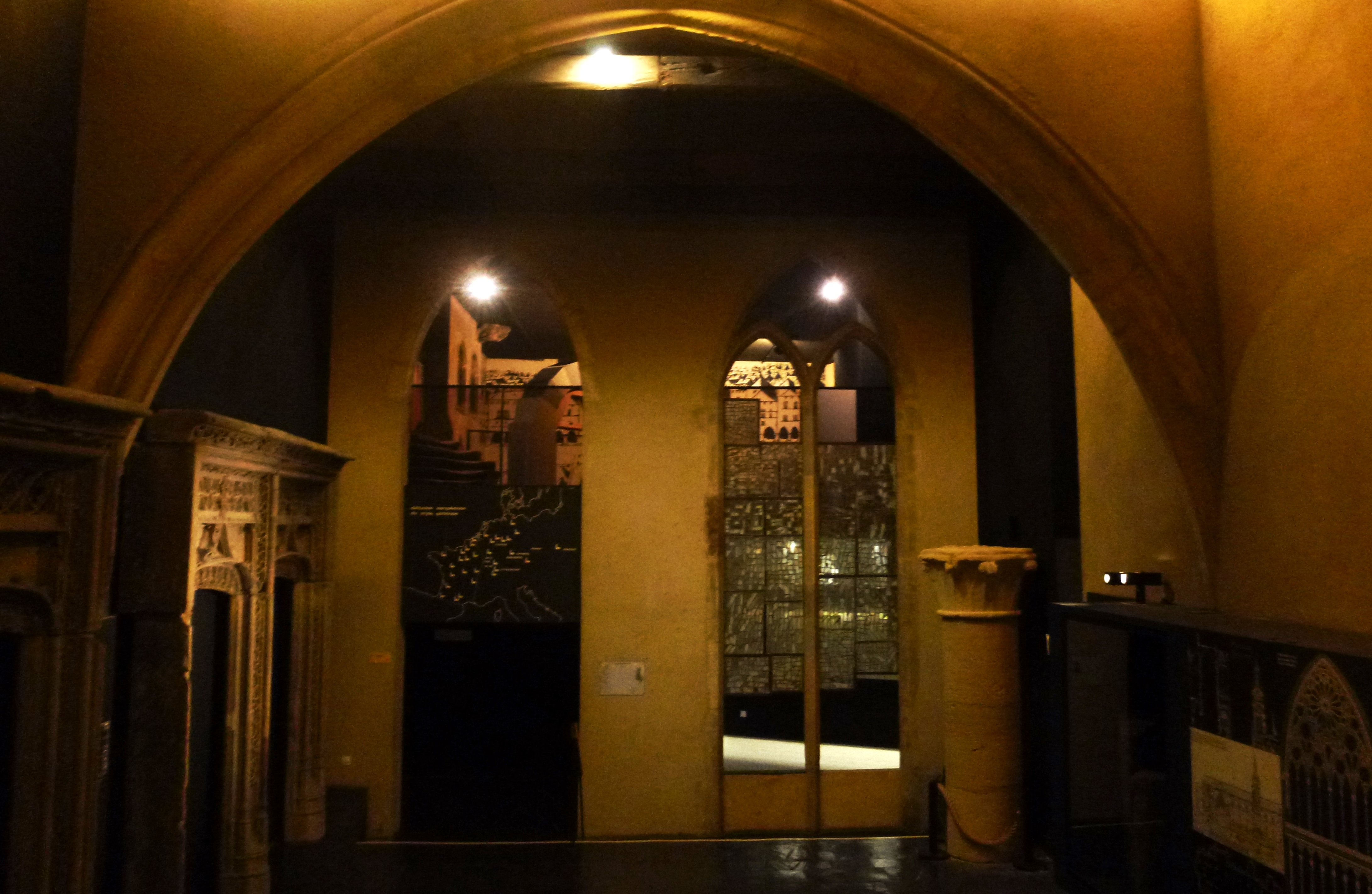
Pontile-tramezzo dell'antico convento della Chiesa des Petit-Carmes.

Al di là delle opere archeologiche presentate, il museo de la Cour d'Or si presenta come un vero e proprio museo d'architettura in situ. L'intero edificio raggruppa infatti costruzioni gallo-romane, medievali e moderne: nello specifico, il museo ospita delle terme romane, un granaio gotico, oltre che un convento ed una cappella barocchi.
Inoltre, dopo la metà del XX secolo, la direzione del museo si impegnò ad effettuare il "salvataggio del patrimonio". Infatti, tra gli anni '60 e gli anni '70, la modernizzazione del centro città di Metz determinò la ricostruzione completa e quindi la demolizione di alcuni quartieri antichi come l'antico ghetto Saint-Ferroy o Pontiffroy. Il museo ha così recuperato numerose decorazioni architettoniche interne, come tetti in legno dipinti, tra cui quelli degli antichi locali del quotidiano Le Républicain lorrain, intere porzioni di alcune abitazioni medievali, alcune facciate, come quelle della Maison des Têtes, o addirittura interi edifici, come l'antico palazzo patrizio della famiglia Le Gronnais.  In questo modo, il museo può oggi proporre un percorso tra le sale ricostituite, a perfetta immagine e somiglianza di quelle che si potevano trovare a Metz nel Medioevo.
Inoltre, sono conservati anche resti di architetture religiose, come volte gotiche, il pontile-tramezzo dell'antico convento della Chiesa des Petit-Carmes ed il già citato presbiterio della chiesa di Saint-Pierre-aux-Nonnains, reputati il più bel complesso di sculture dell'Alto Medioevo in Francia.

### Pittura
Il museo presenta una vasta collezione di dipinti. Si trovano diverse creazioni risalenti al XVII secolo (per esempio le opere del duo noto con lo pseudonimo Monsù Desiderio), fino ad opere del XX secolo, come quelle di Jean Dubuffet. È inoltre presente una collezione di ritratti.
Una parte rilevante del museo è dedicata ai dipinti della Scuola di Metz, un movimento artistico di stampo romantico che si caratterizzava per i suoi richiami al Medioevo. Tra le opere più importanti della scuola, ci sono i quadri di Auguste Migette e le vetrate di Laurent-Charles Maréchal. Molte di queste opere sono lasciti dell'Accademia Nazionale di Metz, istituzione in stretto contatto con la Scuola di Metz.
Nel museo si trovano anche dipinti di Luca Giordano (Platone), Hyacinthe Rigaud, Jean-Marc Nattier, Jean-Baptiste Greuze, Jean-Baptiste Camille Corot, Eugène Delacroix, Gustave Moreau e Camille Hilaire.